# Карнс-Сіті (Техас)
Карнс-Сі́ті (англ. Karnes City) — місто (англ. city) в США, окружний центр округу Карнс штату Техас. Населення — 3111 особа (2020). Розташоване приблизно за 97 кілометрах від столиці Техасу Сан-Антоніо.

## Географія
Карнс-Сіті розташований за координатами 28°53′13″ пн. ш. 97°53′58″ зх. д. / 28.88694° пн. ш. 97.89944° зх. д. (28.886855, -97.899402). За даними Бюро перепису населення США в 2010 році місто мало площу 5,53 км², з яких 5,45 км² — суходіл та 0,08 км² — водойми. У 2017 році площа становила 5,93 км², з яких 5,86 км² — суходіл та 0,08 км² — водойми.

## Демографія
Згідно з переписом 2010 року, у місті мешкали 3042 особи в 968 домогосподарствах у складі 653 родин. Густота населення становила 550 осіб/км². Було 1123 помешкання (203/км²).
Расовий склад населення:
| - 70,9 % — білих - 3,8 % — чорних або афроамериканців - 0,6 % — корінних американців - 23,0 % — осіб інших рас |

До двох чи більше рас належало 1,6 %. Частка іспаномовних становила 65,3 % від усіх жителів.
За віковим діапазоном населення розподілялося таким чином: 25,8 % — особи молодші 18 років, 58,9 % — особи у віці 18—64 років, 15,3 % — особи у віці 65 років та старші. Медіана віку мешканця становила 35,7 року. На 100 осіб жіночої статі у місті припадало 112,1 чоловіків; на 100 жінок у віці від 18 років та старших — 116,1 чоловіків також старших 18 років.
Середній дохід на одне домашнє господарство становив 64 698 доларів США (медіана — 31 713), а середній дохід на одну сім'ю — 59 541 долар (медіана — 40 588). Медіана доходів становила 41 336 доларів для чоловіків та 24 764 долари для жінок. За межею бідності перебувало 32,9 % осіб, у тому числі 48,8 % дітей у віці до 18 років та 31,1 % осіб у віці 65 років та старших.
Цивільне працевлаштоване населення становило 1177 осіб. Основні галузі зайнятості: освіта, охорона здоров'я та соціальна допомога — 24,1 %, публічна адміністрація — 13,0 %, роздрібна торгівля — 12,5 %.

## Відомі особистості
В поселенні народилась:
- Ґолді Гілл (1933—2005) — американська співачка у стилі кантрі.

## Галерея

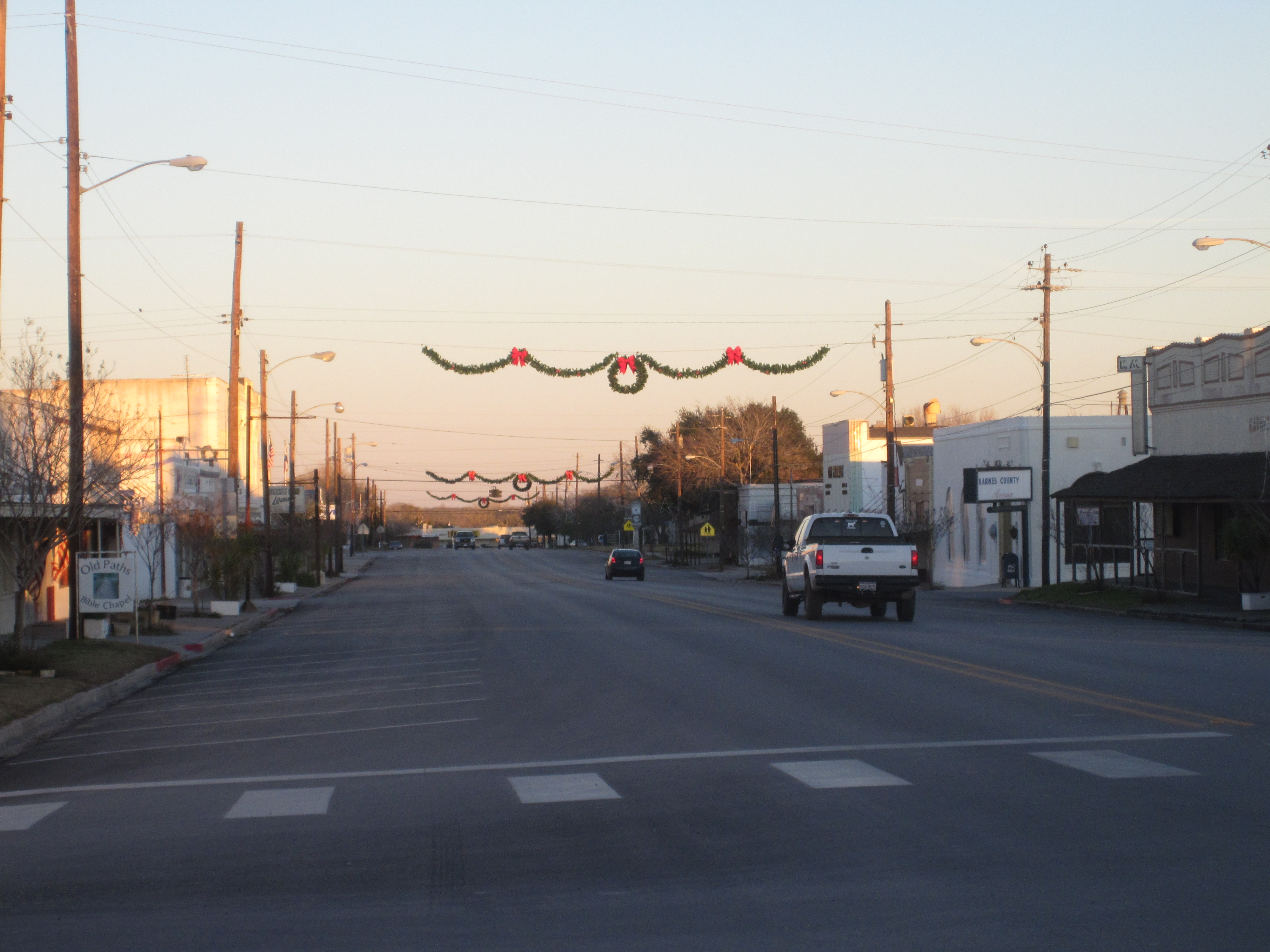
Центр Карнс-Сіті